# Божнев, Борис Борисович
Бори́с Бори́сович Бо́жнев (1898—1969) — русский поэт первой волны эмиграции, организатор и участник ряда литературных объединений Парижа.

## Биография
Родился в семье преподавателя истории и литературы Василия Божнева, умершего, когда сыну не было и четырёх лет. Мать — Ольга Марковна Гершун. Воспитывался в семье отчима, адвоката Бориса Гершуна, усыновившего его. Рано увлёкся поэзией, живописью, музыкой.
После революции был отправлен родителями на учёбу в Париж, однако бедственное материальное положение не позволило Божневу поступить в какое-либо высшее учебное заведение: он был вынужден поступить на службу в нотный магазин, где работал переписчиком нот. В то же время он активно включился в литературную жизнь русского Парижа. Вошёл в авангардистские объединение Гатарапак, эстетически и организационно связанное с французским движением Дада, и поэтическую группу «Через», созданную в 1923 Ильяздом, куда входили также В. Парнах, Г. Евангулов, Б. Поплавский, С. Шаршун и др.; участвовал в мероприятиях, организованных русскими и парижскими авангрдистами. В апреле 1923 года при содействии дадаистов и участников «Через» был организован поэтический вечер Божнева, на котором кроме него выступали как русские (А. Гингер, Г. Евангулов, Б. Поплавский), так и французские поэты: А. Арто, Ф. Супо, Т. Тцара, П. Элюар. Печататься начал в 1920 году: в сборнике «Русская лирика» (София) были опубликованы его во многом ученические и подражательные стихи, носившие следы влияния поэтов пушкинского круга и символистов.
Не ограничивая свою творческую деятельность поэзией, Божнев много занимался живописью — писал акварели и пейзажи китайской тушью в духе К. Хокусая и, согласно воспоминаниям Б. Сосинского, вместе с Жаном Кокто «снимал какие-то сногсшибательные фильмы абстрактного характера и сатанинского содержания». Страстный коллекционер, Божнев скандально пославился выставкой почтовых открыток эротического содержания, главными «героями» которых были Людовик XIV, мадам Помпадур и Наполеон I.
Громким скандалом в среде русской эмиграции сопровождался и выход в свет первой книги Божнева «Борьба за несуществование» (1925). Стихи, вошедшие в сборник, отличались резким контрастом между классически ясной и строгой формой (точные рифмы, господствующий размер — четырёхстопный ямб), и своим шокирующим содержанием, в значительной мере определявшимся «эстетикой безобразного» и по духу близким творчеству французских «проклятых поэтов». Характерными чертами сборника стали деэстетизация поэтического языка, возвышение традиционно «низких» и эпатирующее снижение «высоких» тем и образов, откровенный эротизм, а порой и нарочитый цинизм и нигилизм — при безукоризненном формальном мастерстве и искренности молодого поэта. Реакция эмигрантской критики в целом была негативной. «Липкое, противное мелкоблудие, скучное и неинтересное, а главное — противное и ненужное», — писал критик М. Ганфман, с удовольствием отмечая, что «истерический выкрик „Борьбы за несуществование“ остался неуслышанным» читательской публикой . «Грязная порнография», «бессильная, больная, безликая розановщина, писсуарная поэзия», — так оценил лирику Божнева рецензент Е. А. Зноско-Боровский, которого шокировал демонстративный антиэстетизм многих стихотворений сборника. Ю. Терапиано снисходительно признал одарённость поэта — «автор, несомненно одарен; его талант — быть может узкий, быть может — глухого тона, в сочетании со стихотворной умелостью, дает впечатление поэтического уровня», но при этом подчёркивал, что его «диапазон узок тематически и беден чувством».
Следующий лирический Божнева сборник «Фонтан» (1927), состоящий из восемнадцати восьмистиший, представлял собой единый лирический цикл со сквозным образом фонтана, восходящим к знаменитому одноимённому стихотворению Ф. И. Тютчева. Книга подтвердила репутацию Божнева как «самого опытного и взыскательного» (Г. Адамович) из молодых парижских поэтов и вызвала положительную реакцию эмигрантских критиков, отметивших «внимательную собранность» поэта, добившегося «необычной сдержанности» и «содержательности стиха… путем искусного подбора многозначительных образов и слов». Высоко оценил «Фонтан» даже такой строгий и придирчивый критик, как В.Сирин (В. В. Набоков): «В его [Божнева] стихах есть и мысль, и пение, и цельность. Некоторая извилистая неправильность фразы в ином восьмистишии создает своеобразное очарование, как бы передавая музыкально-воздушные повороты воды… О недостатках не хочется писать — столь усладительны эти стихи…».
Однако следующую книгу Божнева, поэму «Silentium Sociologicum» (1936) критики встретили прохладно, сочтя её «умствованием, изложенным в стихах», «почти что публицистической статьей на заданную тему». «Поэму нельзя назвать удачей, — писал Ю. Мандельштам: от Божнева можно бы ожидать большего. Свое переживание он засушил и явно снизил. Построение поэмы — чисто головное, почти публицистическое». Г. Адамович утверждал, что в ней «царит… невнятица, вызванная нагромождением слишком многозначительных слов, непрерывным напряжением тона, отсутствием теней, отсутствием свободы и простоты».
После провала «Silentium Sociologicum» и женитьбы на Элле Михайловне Каминер (1907—1986) Божнев отходит от активного участия в литературной жизни русского Парижа и вскоре окончательно порывает с эмигрантским литературным миром. Свои последующие книги (лирический цикл «Саннодержавие. Четверостишия о снеге» (1939), поэмы «Утешенность разрушения» (1939) и «Элегия эллическая» (1940) он печатает самостоятельно, тиражом не более 100 пронумерованных и именных экземпляров, рассылая их небольшому числу «истинных ценителей прекрасного».
Во время Второй мировой войны переехал в Марсель, где вместе с женой несколько раз подвергался угрозам интернирования и ареста из-за еврейского происхождения жены и воспитавшей его семьи (в документах Божнев значился как Борис Гершун). После войны жил на юге Франции; в 1947 году, когда его жена была вынуждена уехать в Палестину к больной матери, окружение Божнева становится полностью франкоязычным. В это время он не перестаёт писать и выпускает кустарным способом ряд поэтических книг — «Оратория для дождя, мужского голоса и тумана», «Фуга светлых следов», «Колокольный звон над „Царство Божие вокруг нас“», «Утро после чтения „Братьев Карамазовых“» (все — 1948), «Уход солдат на русско-японскую войну», «Высоко белеющие строки и свист площади» (оба — 1949). В 1959 году была окончена поэма «Чтоб дольше сна продлилось пробужденье» (при жизни автора не опубликована). В этих поздних вещах Божнев создал неповторимый поэтический мир, в котором «причудливо перекрещиваются влияния французского авангарда конца XIX — начала XX вв., русского символизма и поэтов „пушкинской плеяды“, сопрягаются элементы различных лексических пластов — поэтизмы и торжественные архаизмы уживаются с прозаизмами и вульгаризмами, усложнённая архитектоника, зачастую напоминающая принцип организации музыкального произведения сонатного типа, и зыбкость сюрреалистических образов сочетаются с неподдельной искренностью лирического чувства и глубиной осмысления вечных законов человеческого бытия».
Умер в Марселе от последствий тяжёлого гриппа. Однако, во многих справочниках по русской эмиграции приводились различные (и, как сейчас понятно, ложные) интерпретации последних дней поэта. Так, Глеб Струве в свой книге "Русская литература в изгнании" сообщает о том, что Божнев "кончил в лечебнице для душевнобольных"  . У Нины Берберовой встречаем: "Борис Божнев, один из замечательнейших поэтов моего поколения, сошедший на нет в тридцатых годах из-за тяжелой душевной болезни". По всей видимости, навсегда отойдя в свое время от круга поэтов "русского Монпарнаса", почувствовав разлад с литературными вкусами своего круга, предоставил возможности для любых интерпретаций своей биографии. 
Наиболее полно наследие Божнева представлено в издании: Божнев Б. Собрание стихотворений: В 2 т. / Сост. Л. Флейшман. — Беркли, 1987—1989. В России выходило избранное Божнева (Элегия эллическая: Избранные стихотворения. — Томск: Водолей, 2000. ISBN 5-7137-0148-4).